# سینامن لاو
سینامن لاو (انگلیسی: Sinnamon Love؛ زاده ۳۱ دسامبر ۱۹۷۳) بازیگر پورنوگرافی پیشین اهل ایالات متحده آمریکا است.